# Microbotryum claytoniae
Microbotryum claytoniae är en svampart som först beskrevs av Cornelius Lott Shear, och fick sitt nu gällande namn av Vánky 1998. Microbotryum claytoniae ingår i släktet Microbotryum och familjen Microbotryaceae.   Inga underarter finns listade i Catalogue of Life.